# Герб Носівського району
Герб Носівського району — геральдичний символ Носівського району Чернігівської області.

## Опис
У зеленому полі золотий сніп пшениці, під ним - цифри «1923». Щит обрамлений малиновою каймою і накладений на картуш, утворений кетягами калини, дубовим листям, колосками пшениці. Щит увінчується стилізованою мурованою короною у вигляді літери «Н».

## Трактування
- Сніп пшениці вказує на сільськогосподарський напрямок розвитку, значні досягнення хліборобів Носівщини.
- Дата - рік утворення району.
- Кетяги калини – символ України, символ любові до рідної землі; дубове листя – мужність та героїзм носівчан у важкі воєнні часи; колоски пшениці – надія на щедрість та процвітання.
- Мурована корона у вигляді літери «Н» вказує на приналежність герба саме Носівському району.
- Зелений колір символізує благополуччя, відродження та надію на краще майбутнє.
- Золото – це колір величі та багатства.
- Малиновий колір означає козацькі традиції та славне минуле Носівщини[1].